# Panamerikanische Spiele 2015/Leichtathletik – Weitsprung der Männer
Der Weitsprung der Männer bei den Panamerikanischen Spielen 2015 fand am 21. und 22. Juli im CIBC Pan Am und Parapan Am Athletics Stadium in Toronto statt.
17 Weitspringer aus 15 Ländern nahmen an dem Wettbewerb teil. Die Goldmedaille gewann Jeff Henderson mit 8,54 m, Silber ging an Marquise Goodwin mit 8,27 m und die Bronzemedaille gewann Emiliano Lasa mit 8,17 m.

## Rekorde
Vor dem Wettbewerb galten folgende Rekorde:
| Weltrekord        | Mike Powell | 8,95 m | Weltmeisterschaften in Tokio, Japan                         | 30. August 1991 |
| Rekord der Spiele | Carl Lewis  | 8,75 m | Panamerikanische Spiele in Indianapolis, Vereinigte Staaten | 16. August 1987 |

## Qualifikation
Die Qualifikationsweite betrug mindestens 8,00 m um direkt ins Finale einzuziehen. Drei Athleten schafften diese Marke oder sprangen weiter, sie sind hellblau unterlegt. Die restlichen Springer die am Finale teilnehmen durften, die Anzahl der Athleten sollte mindestens zwölf sein, sind jene mit der höchsten ersprungenen Weite unterhalb der Qualifikationsweite, sie sind hellgrün unterlegt.

### Gruppe A
21. Juli 2015, 11:45 Uhr
| Platz | Athlet           | Land                         | 1. Versuch | 2. Versuch | 3. Versuch | Weite (m) |
| ----- | ---------------- | ---------------------------- | ---------- | ---------- | ---------- | --------- |
| 1     | Marquise Goodwin | Vereinigte Staaten           | 8,05       |            |            | 8,05      |
| 2     | Emiliano Lasa    | Uruguay                      | 7,80       | 8,01       |            | 8,01      |
| 3     | Higor Alves      | Brasilien                    | x          | x          | 7,86       | 7,86      |
| 4     | Tyrone Smith     | Bermuda                      | x          | 7,72       | –          | 7,72      |
| 5     | Damar Forbes     | Jamaika                      | x          | 7,67       | x          | 7,67      |
| 6     | Quincy Breell    | Aruba                        | 7,60       | x          | x          | 7,60      |
| 7     | Daniel Pineda    | Chile                        | 7,40       | 6,76       | 7,59       | 7,59      |
| 8     | Jharyl Bowery    | Kanada                       | 7,21       | x          | 7,52       | 7,52      |
| 9     | Leon Hunt        | Amerikanische Jungferninseln | x          | x          | 7,31       | 7,31      |

### Gruppe B
21. Juli 2015, 11:45 Uhr
| Platz | Athlet           | Land               | 1. Versuch | 2. Versuch | 3. Versuch | Weite (m) |
| ----- | ---------------- | ------------------ | ---------- | ---------- | ---------- | --------- |
| 1     | Jeff Henderson   | Vereinigte Staaten | 8,18       |            |            | 8,18      |
| 2     | Diego Hernández  | Venezuela          | x          | 7,89       | –          | 7,89      |
| 3     | Luis Rivera      | Mexiko             | 7,85       | –          | –          | 7,85      |
| 4     | Yunior Díaz      | Kuba               | 7,68       | x          | 7,76       | 7,76      |
| 5     | Jorge McFarlane  | Peru               | 7,31       | 7,36       | 7,52       | 7,52      |
| 6     | Alexsandro Melo  | Brasilien          | x          | 7,51       | x          | 7,51      |
| 7     | Stevens Dorcelus | Kanada             | 7,40       | x          | 7,04       | 7,40      |
| 8     | David Registe    | Dominica           | 7,02       | –          | –          | 7,02      |
|       | Raymond Higgs    | Bahamas            |            |            |            | DNS       |

## Finale
22. Juli 2015, 18:05 Uhr
| Platz | Athlet           | Land               | 1. Versuch | 2. Versuch | 3. Versuch | 4. Versuch                               | 5. Versuch                               | 6. Versuch                               | Weite (m) |
| ----- | ---------------- | ------------------ | ---------- | ---------- | ---------- | ---------------------------------------- | ---------------------------------------- | ---------------------------------------- | --------- |
|       | Jeff Henderson   | Vereinigte Staaten | 8,54       | x          | 8,21       | –                                        | x                                        | 8,52                                     | 8,54 PB   |
|       | Marquise Goodwin | Vereinigte Staaten | 8,13       | x          | 8,27       | x                                        | 8,06                                     | x                                        | 8,27 SB   |
|       | Emiliano Lasa    | Uruguay            | x          | 8,17       | x          | x                                        | x                                        | x                                        | 8,17      |
| 4     | Tyrone Smith     | Bermuda            | x          | 8,00       | 8,03       | 8,01                                     | 7,90                                     | 8,07                                     | 8,07      |
| 5     | Diego Hernández  | Venezuela          | x          | 7,97       | 7,99       | x                                        | 3,67                                     | x                                        | 7,99      |
| 6     | Yunior Díaz      | Kuba               | x          | 7,90       | 7,31       | 7,70                                     | x                                        | 7,69                                     | 7,90      |
| 7     | Jorge McFarlane  | Peru               | 7,64       | 5,89       | 7,80       | 7,64                                     | 5,75                                     | 7,76                                     | 7,80 SB   |
| 8     | Quincy Breell    | Aruba              | x          | 7,70       | x          | x                                        | x                                        | 7,27                                     | 7,70      |
| 9     | Luis Rivera      | Mexiko             | 7,51       | x          | 7,63       | nicht im Finale der besten acht Springer | nicht im Finale der besten acht Springer | nicht im Finale der besten acht Springer | 7,63      |
| 10    | Higor Alves      | Brasilien          | 7,60       | x          | x          | nicht im Finale der besten acht Springer | nicht im Finale der besten acht Springer | nicht im Finale der besten acht Springer | 7,60      |
| 11    | Daniel Pineda    | Chile              | x          | 7,31       | 7,46       | nicht im Finale der besten acht Springer | nicht im Finale der besten acht Springer | nicht im Finale der besten acht Springer | 7,46      |
|       | Damar Forbes     | Jamaika            |            |            |            | nicht im Finale der besten acht Springer | nicht im Finale der besten acht Springer | nicht im Finale der besten acht Springer | DNS       |